# (21775) Tsiganis
(21775) Tsiganis est un astéroïde de la ceinture principale.

## Description
(21775) Tsiganis est un astéroïde de la ceinture principale. Il fut découvert le 5 septembre 1999 à la station Anderson Mesa par le programme LONEOS. Il présente une orbite caractérisée par un demi-grand axe de 2,23 UA, une excentricité de 0,14 et une inclinaison de 5,3° par rapport à l'écliptique.